# Bakteriális bomlás
A bakteriális bomlás alacsonyabb hőmérsékleten lassabb, és az elhalt növényi részek széntartalma felhalmozódik a talajban. Ahogy a talaj felmelegszik, gyorsul a lebontás, és szén-dioxid jut vissza a légkörbe.
A globális felmelegedés pozitív visszacsatolásai közé tartozik a talaj hömérsékletének növekedése következtében a szén-dioxid légkörbe jutásának gyorsuló folyamata.
Az emberek kellemetlen szagát az izzadságban elszaporodott baktériumok - a verejték bakteriális bomlása - okozza. 
A szénhidrátok bakteriális bomlása következtében a bélben különböző savanyú lebomlási termékek keletkeznek – tejsav, acetecetsav, kis mennyiségű hangyasav, propionsav, izovajsav és izovaleriánsav –, ennek következtében a széklet pH-ja csökken, s ez könnyen meghatározható.